# Joseph Ki-Zerbo
Joseph Ki-Zerbo (Toma, 21 juni 1922 – Ouagadougou, 4 december 2006) was een Burkinees politicus en historicus.
Hij studeerde Historische en Politieke Wetenschappen aan de Sorbonne, en doceerde daarna Geschiedenis in Orléans en Parijs. In 1957 keerde hij naar Afrika terug, en werd daar politiek actief. Van 1972 tot 1978 was hij professor Afrikaanse Geschiedenis aan de Universiteit van Ouagadougou. Van 1983 tot 1992 was hij in ballingschap in Senegal.
In 1994 richtte hij in Burkina Faso de sociaaldemocratische Parti pour la Démocratie et le Progrès/Parti Socialiste (PDP/PS) op. Voor deze partij zat hij tot augustus 2006 in de Nationale Vergadering. Hij was partijvoorzitter tot 2005.
In 1997 ontving hij als historicus de Right Livelihood Award. In 2005 maakte Dani Kouyaté een documentaire over hem, die ook Joseph Ki-Zerbo heet. Ki-Zerbo was een socialist,  voorstander van een zelfstandige ontwikkeling van Afrika en eenheid binnen het continent.

## Werken
- 1964: Le monde africain noir. Libraire Hatier, Parijs
- 1978: Histoire de l’Afrique noire. Libraire Hatier, Parijs